# Ködderitzsch
Ködderitzsch is een plaats en voormalige gemeente in de Duitse deelstaat Thüringen, en maakt deel uit van de Landkreis Weimarer Land.
Ködderitzsch telt  inwoners.

## Geschiedenis
Ködderitzsch ging op 1 januari 2019 op in de gemeente Bad Sulza, die daarvoor als erfüllende Gemeinde al de bestuurstaken van de gemeente uitvoerde.
Auerstedt · Bergsulza · Dorfsulza · Flurstedt · Gebstedt · Ködderitzsch · Neustedt · Oberneusulza · Reisdorf · Schwabsdorf · Sonnendorf · Stadtsulza · Wickerstedt